# 內夫冰原島峰
74°58′S 72°8′W / 74.967°S 72.133°W
內夫冰原島峰（英語：Neff Nunatak），是南極洲的冰原島峰，位於帕爾默地，處於施穆茨勒冰原島峰東南面1.9公里，美國地質調查局根據測量和該國海軍的空中照片繪入地圖，現時由南極條約體系管理。